# ВЕС Гвінт-і-Мор
ВЕС Гвінт-і-Мор (англ. Gwynt y Môr) — британська офшорна вітрова електростанція, споруджена у Ліверпульській затоці Ірландського моря біля північного узбережжя Уельсу. На момент введення в експлуатацію була другою за потужністю офшорною станцією в світі після ВЕС Лондон-Аррай.
Місце для розміщення ВЕС обрали за 14 км від берегуа, північніше від споруджених у 2000-х роках ВЕС Норт-Хойл та Ріл-Флетс. Будівництво Gwynt y Môr стартувало в кінці 2011-го та розтягнулось на кілька років (перший струм станція видала у серпні 2013-го). Облаштування всіх 160 пальних фундаментів виконав плавучий кран Stanislav Yudin. Йому допомагало самопідіймальне судно JB-114, яке виконувало бурові роботи. Палі мають діаметр 5 метрів, довжину від 50 до 70 метрів та вагу 500—700 тон. Встановлення перехідних елементи, що забезпечують зв'язок між палями та баштами вітроагрегатів, виконало переважно судно Friedrich Ernestine (втім, 32 елементи зі 160 прийшлось на згаданий вище кран). Доставку та монтаж власне вітроагрегатів виконали самопідіймальні судна Sea Jack та Sea Worker.
Опорні основи двох офшорних трансформаторних станцій («джакети») та надбудови з обладнанням вагою по 1500 тон («топсайди») встановлював все той же Stanislav Yudin. Прокладання чотирьох головних експортних кабелів довжиною по 20 км, які працюють під напругою 132 кВ та з'єднують офшорні трансформатори з новою наземною підстанцією St Asaph 400 кВ, виконала кабелеукладальна баржа Cable Enterprise.
Станція, яка займає площу у 79 км2,  складається з 160 вітроагрегатів компанії Siemens типу SWT-3.6-107 з одиничною потужністю 3,6 МВт та діаметром ротора 107 метрів, які встановлені на баштах висотою 84 метри в районі з глибинами моря від 15 до 30 метрів.
Вартість проекту, спільно реалізованого енергетичним гігантом RWE (60 %), Stadtwerke München (30 %) та Siemens (10 %), становила 2 млрд євро. Станція повинна виробляти майже 2 млрд кВт-год електроенергії на рік.